# 小行星7258
小行星7258（英語：7258 Pettarin）是一颗围绕太阳公转的小行星。1994年3月5日，Stroncone在斯特龙科内发现了此天体。
这颗小行星的绝对星等为212.8985470482175等。